# ゾルゲ諜報団
ゾルゲ諜報団（ゾルゲちょうほうだん）は、リヒャルト・ゾルゲを筆頭に、大日本帝国期の日本を軸に極東で諜報活動をおこなったソ連のスパイグループ。帝都東京でのゾルゲ事件により、一斉検挙された。ゾルゲ国際諜報団、ゾルゲ・グループなどとも呼ばれ、ゾルゲのコードネームにちなみラムゼイ機関ともいう。

## 概要
1930年、赤軍参謀本部第4局から上海に派遣されたゾルゲは、そこで尾崎秀実やアグネス・スメドレーと会い、中国での情報収集に従事した。1933（昭和8）年9月にゾルゲは日本に入国、本格的なスパイ・ネットワークをつくり以後9年間にわたり活動し、大日本帝国政府の国家機密や軍事情報、さらに在日ドイツ大使館の極秘情報などを入手して、ソ連労働赤軍本部第4諜報総局（局長ヤン・ベルジン大将）に通報していた。それは、「日米戦争を想定して南方進出を決定した御前会議の内容から、独軍のソ連侵攻作戦の計画。対ソ作戦計画、日本の戦争遂行能力」などであり、なかでも「独軍のソ連侵攻作戦」の極秘情報は、ゾルゲを信頼していた駐日ドイツ大使のオイゲン・オットから得た情報であった。
ゾルゲ・グループは上海や東京で暗躍し、中国における中ソ不可侵条約締結とそれに伴う在華ソビエト軍事顧問団やソ連空軍志願隊の派遣とともにアメリカ国内での反日工作（『米国共産党調書』および「ヴェノナ文書」も参照）に連携、「尾崎秀実の工作」が日本政府の対中強硬策や南進政策（仏印進駐）に影響を与えるとともに、その情報（国家機密）をソ連にもたらした。
日本で活動したメンバーはリーダーのリヒャルト・ゾルゲをはじめ、マックス・クラウゼン、ブランコ・ド・ヴーケリッチ、尾崎秀実、宮城与徳である。
また、協力者としては、秋山幸治、川合貞吉、川村義雄、北林トモ、九津見房子、小代好信、篠塚虎雄、田口右源太、中西巧、船越寿雄、安田徳太郎、山名正美、水野成、ギュンター・シュタインなどがおり、情報提供者ないし情報源としては、犬養健、西園寺公一、風見章、オイゲン・オット、アルブレヒト・フォン・ウラッハ、ヘルベルト・フォン・ディルクセン、ロベール・ギランなどの名が挙げられている。

## 前史

### コミンテルンから赤軍へ
1917年11月のボリシェヴィキによるロシア革命に感銘を受けたゾルゲは、ドイツ共産党員となる。ゾルゲは1924年10月に妻と一緒にロシアに入国、1925年にはモスクワに行き、コミンテルン（ОМС（オムス））のために働くようになり、スカンディナヴィア半島やイギリスに潜入する。当時、スウェーデン、デンマークなどの中立国は、ヨーロッパ各地のコミンテルン要員の集合場所となっており、ゾルゲは連絡員として情報や資金の受け渡しに携わっていた。またイギリスではゼネラル・ストライキが発生しており、労働組合やイギリス共産党（Communist Party of Great Britain）の内部事情を探り、グラスゴーの工場労働者のストライキと、兵器工場の稼動状況について報告する。これが労農赤軍本部第4局局長のヤン・ベルジンの目に止まり、1929年にスカウトされ、本格的に諜報員としての訓練を受ける。この頃、ソ連の最大の関心は極東地域であり、特に内乱状態の中国のまとまった情報が欲しかった。そして、中国共産党と中国国民党の対立構造、内部事情を調査するためゾルゲを中国に派遣することになった。
ちなみに、この頃ソ連の諜報活動は5つの機関に分かれており、かなり錯綜した様相を呈していた。その5つとは、外務人民委員部（NKID）、国家政治局（GPU）、コミンテルン国際連絡課（OMS）、タス通信、赤軍第4局である。
ゾルゲは中国に出発するに先立ち、赤軍第4局の東方課、政治課、暗号課を回り、最後の打ち合わせをする。東方課ではシコロフスキー大佐が全般の情勢と無線技師のゼッペル・ワインガルテンと連絡を取り合うよう説明され、船舶のチケット、500ポンドと1000ドルを現金で渡される。政治課の課長補佐官ミナチェンコ中佐から「中国共産党との交渉は持つべからず」、「共産主義活動には従事すべからず」の2点を厳守するよう命じられる。暗号課では訓練中に学んだ無線の取り扱いに関する注意点の厳守と「リヒテン」ことゼッペル・ワインガルテンとうまく協力するよう言われる。最後にベルジンから上海にある社会学雑誌社と通信契約を結び、ジャーナリストに偽装するよう助言される。
こうして、ゾルゲは極東の諜報活動に出発することになる。彼の最初の暗号名は「ラムゼイ」である。モスクワからウィーンを経て、マルセイユで上司であるアレックス・ボローヴィッチと合流、そこから上海行きの客船に乗船、船上でワインガルテンと合流した。

### 上海における諜報活動
1930年、ゾルゲは上海に到着してイワノフ大佐と会う。上海には太平洋労働組合書記局やコミンテルン極東局もあったが、以後、上海での活動資金はOMSから受け取ることになる。2月23日には、フランクフルター・ツァイトゥング紙の特派員「ジョンソン」を名乗り、アグネス・スメドレーと接触する。さらに彼女を介して、常盤亭という日本料理店において、大阪朝日新聞の特派員である尾崎秀実と接触し、彼にコミンテルンのメンバーであることを告げ、協力を求める。また彼女の推薦で英語に堪能な中国人、王培春を協力者とする。
他方でフランクフルト・アム・マインの『地政学雑誌』の特派員として農業問題を調査する「ドクトル・ゾルゲ」として、中国革命軍のドイツ軍事顧問団司令官エアハルト・グーテンマイヤーを介して、南京で宋美齢の誕生パーティーに出席、中国革命軍総督の蔣介石や何応欽など中国国民党の重鎮の面識を得る。

## 日本における諜報活動

### ゾルゲの来日
ゾルゲは1932年には日本経由で上海からソ連に戻り、ここでさらなる訓練を受ける。その後、ドイツに2ヵ月ほど滞在して、新聞記者としての身分の偽装を行い、『ベルゼン・ツァイトゥング』紙と、『テークリッヘ・ルントシャウ』紙の2つの新聞と、日本から記事を送る契約を結ぶ（後者は1933年12月に発行禁止処分）。
『テークリッヘ・ルントシャウ』の論説委員ツェラー博士がかつて兵士であったことから親密となり、かれからオイゲン・オットへの紹介状をもらう。オットは当時、名古屋の日本陸軍の砲兵連隊に、連絡と教育のために陸軍武官補として配属されていた。また、ベルリンの同僚の記者や日本と貿易していた商社から紹介状をもらい、さらにミュンヘンのカール・ハウスホーファーを訪れ、東京駐在のドイツ大使フォレッチ博士(de:Ernst Arthur Voretzsch)とワシントン駐在の日本大使出淵勝次宛の紹介状をもらう。
ゾルゲがベルリンで行った秘密の接触の主なるものは、無線技師「ベルンハルト」に会ったことであり、2人は10月に東京ホテルで再会することを取り決める。ゾルゲは7月にフランスのシェルブールからニューヨークへ渡り、出淵大使から外務省情報部長宛の紹介状を受け取る。そして、1933年9月6日に横浜に到着し、東京で本格的なスパイ・ネットワークを築き始める。

### 日本への集結
最初に日本に到着したのはブランコ・ド・ヴーケリッチであった。彼はフランスの写真雑誌『ヴュ』（VU）の契約特派員およびユーゴスラビアの新聞『ポリティカ (セルビアの新聞)』の特派員として、イタリア船ドレスランド号でマルセイユから1933年（昭和8年）2月11日に横浜に上陸。ついで、首領のリヒャルト・ゾルゲがドイツの日刊紙『フランクフルター・ツァイトゥング』の特派員としてカナダのバンクーバーからカナダ船エンプレス・オブ・ロシア号で9月6日横浜に到着。さらに10月24日にはアメリカ共産党カリフォルニア支部から派遣された宮城与徳が画家の身分で、カリフォルニアのサンペドロから日本船ぶゑのすあいれす丸で横浜に上陸。そしてゾルゲが上海以来、情報ソースのパートナーとして信頼していた尾崎秀実と奈良公園の近くの猿沢池で4年ぶりに再会するのは翌1934年6月初旬のことである。この段階ではマックス・クラウゼンはメンバーに含まれておらず、別のメンバーと交代する形でビジネスマンに身分を偽装し、1935年11月28日にサンフランシスコから日本郵船の龍田丸で来日した。

### 初期の活動とメンバーとの接触
ゾルゲが東京で最初に手がけた仕事は、駐日ドイツ大使館に接触することであった。ゾルゲの行動は迅速で、来日1週間後には代理大使のエルトマンスドルフ(de:Otto von Erdmannsdorff)にナチス党員の新聞記者として面会し館員スタッフの紹介も受けていた。この日を境に、ゾルゲは駐日大使館を頻繁に訪ねる。後年、駐日大使に就任するドイツ国防軍大佐オイゲン・オットと出会うのも、すでに大使館での信頼を築いていたからこそだった。最初の出会いは1933年秋、オットが赴任していた名古屋の砲兵第3連隊の宿舎であった。それ以来、ゾルゲとオットの関係は親密度を増し、オットが大使に就任して以降の2人は、さらに信頼関係も増していく。

すでに来日したブランコ・ド・ヴーケリッチは、フランス語の個人教師をしながら『ポリティカ』に特派員として記事を書いて生活しており、秋になってゾルゲと接触する。ヴーケリッチはマルセイユを発つときにコミンテルンのメンバーから「山王ホテルに宿をとったら、日刊英字新聞のジャパン・アドヴァタイザー紙に載る文化アパートの空室広告を見ること。そして入居の契約をしたら、文化アパートに移れ」という指示を受けていた。しかしヴーケリッチは東京万平ホテルに宿をとったため、新聞広告を探すのに手間取り、実際に新聞広告を見たときは9月になっていた。
最初、ヴーケリッチを訪ねて来たのは、シュミット（ゾルゲのコードネーム）を名乗る貿易商ブルーノ・ヴェントであった。ゾルゲは用心のためヴェントを文化アパートに送り込み、ヴーケリッチがコミンテルンから派遣された本物の人物かどうか、確認させたのである。そのときの合言葉は「ジョンソンを知っていますか」であった。
ヴェントから「ヴーケリッチに間違いない」という報告を受け、ようやくゾルゲが文化アパートを直接訪ねていった。ヴーケリッチと会ったのは11月だった。情報活動の要諦を事細かに説明し、最初に指示したのはヴーケリッチに牛込区内に一軒家を借りさせることであった。またゾルゲは会合するための場所として、銀座のレストラン「フロリダ・キッチン」を指名。その後は、レストランで度々、会合を持つことになる。

ゾルゲはヴーケリッチと接触後、彼に、宮城与徳と接触させるための新聞広告をアドヴァタイザー紙に出すことを指示していた。「大家の浮世絵及び同上の英文本買いたし。至急入用。詳細、題名、作家、価格等に関する問い合わせは、以下の通り・インクル（ヴーケリッチのコードネーム）」、連絡先の電話番号は広告代理店の内藤一水社になっていた。
宮城が広告代理店に連絡してきたのは12月中旬。ヴーケリッチが宮城と接触したのは広告代理店が入っているビルの前であった。もちろん2人は初対面である。2人がラムゼイ機関の一員であることを確認した手段は1ドル札の半券だった。ちょうど紙幣番号のところを割符にしていたのである。早速、ヴーケリッチは宮城と接触したことをゾルゲに伝えた。その後、宮城とゾルゲは12月末に上野美術の前で会うことになる。その時の目印はネクタイを用いた。ゾルゲは黒、宮城は青、それがお互いを識別する目印になった。そして2人の接触は成功した。
1933年末に新任のドイツ大使、ヘルベルト・フォン・ディルクセン博士が東京に到着する。彼はその前にソ連駐在大使を務めていた。ゾルゲの見解では、ディルクセンの主要な使命は「ソ連に敵対的な方向に日独関係の舵を取っていく」ことであった。
ゾルゲはすでに大使館員と親しくしており、1933年末に『テークリッヘ・ルントシャウ』紙のために書いた日本についての記事はドイツで好意的な注目を引き、大使館でもゾルゲの地位を高めていた。
ゾルゲの大使館での足場は、1934年に新任の海軍武官パウル・ヴェネッカー大佐が来日すると、いっそう確固としたものとなった。ゾルゲは彼のことを「パウルヘン」と呼び、この交際はヴェネッカーの1934～37年にわたる最初の日本勤務期間を通じて続き、その後海軍少将になって1940年に再び東京に帰ってきたときも、その親交は新たにされることになる。
アルブレヒト・フォン・ウラッハ侯爵も、ゾルゲが日本での最初の1年間につくった友人の中に数えられる。彼は、『フェルキッシャー・ベオバハター』紙の通信員として1934年に東京に来たが、ドイツを発つ前にゾルゲの記事をいくつか読んでおり、会いたいと思っていた。
ゾルゲは他の通信員と同様、外務省で週に3度行われた記者会見に出席した。また、聯合通信社（後の同盟通信社）や、陸海軍省の新聞局とも定期的な接触を保っていた。彼は京浜ドイツクラブに入会し、そこのバーとともに、図書館を大いに利用した。やがて彼はヨーロッパの言語で書かれた日本関係の書物がもっともよくそろっていた東京クラブの会員にもなった。
またゾルゲは駐日ドイツ大使館に出入りし、大使館付武官のオイゲン・オットの信頼を得、1934年にはナチスに正式に入党する。
1934年5月末には宮城が「南龍一」を名乗り大阪朝日新聞本社に尾崎秀実を訪ね、彼を介して6月に奈良において尾崎とゾルゲが再会、このとき尾崎はゾルゲに全面的な支援を約束する。年末には尾崎が朝日新聞東京本社に新設された東亜問題調査会の専門委員として転任、まもなく、日本の毎年の鋼板生産量、石炭採掘量、軍事費の推移などの詳細な統計がゾルゲにもたらされるようになる。これらの統計資料はヴーケリッチにより写真撮影されマイクロフィルムに収められた。
上記のように当初、ヴーケリッチは、写真技術を持っていることから、ゾルゲから回された報告書を写真に複写することを担当した。その複写は、普通マイクロフィルムの形で、ときおり上海の伝書使と会ってモスクワに送り出された。　
この頃、第4部との無線連絡はほぼ失敗であり、それはベルンハルトの、臆病とさえ形容できる慎重さに負うところが大きかった。ベルンハルトは、横浜在住の輸出業者としての偽装を確立して後、2台の通信機を組み立て、1台は彼の横浜の家に、もう1台はヴーケリッチの住んでいる東京の家に据え付けた。しかし、彼はゾルゲの与えた通信の半分も送り出さなかった。1934年のいつごろからか、ゾルゲはベルンハルトを返さねばならないと決意した。そして1935年の初めには、その年のうちに彼とその妻をモスクワに帰す手配ができていた。
1934年の春には、ゾルゲが調査すべく派遣された基本的な問題点、つまりソ連に対する日本の意図を探ることは特殊な重要性を帯びていた。というのは、その冬に日ソ関係が緊張していたからである。満洲国の北部を両断していたソ連管理下の東支鉄道に関する両国の会談は、何の進歩も示していなかった。
この頃、軍事関係については宮城与徳ができる限り調べねばならなかった。1934年の前半に、彼は陸軍の対ソ政策に関する報告書をゾルゲに提出した。この報告書の内容は、陸軍に所属する人々の意見や人事配置、関東軍が増強されていること、新聞と接触している幾人かの将校が対ソ攻撃を煽っていること、桜会が次第に影響力を増していることなどから、ソ連に対する攻撃が早まる可能性があることを指摘していた。
しかしながら、開戦騒ぎは5月半ばまでには鎮まった。その7月、宮城はゾルゲから、コミンテルンが軍の出版物に基づく日本陸軍の情報を欲していると聞かされた。そこで、宮城は神田の書店を通じて、月刊誌『軍事と技術』の定期購読者になった。彼は1934年8月号から、「ソ連の新兵器」、「赤軍の分析」、「仏・独・英陸軍の新兵器」などの標題のついた多くの論文から抜書きを取った。これは1936年の春まで続いた。
この頃、宮城は急ぎの報告書の翻訳家として、秋山幸治を協力者とした。秋山はかつて『日米新聞』で働いており、1931年にロサンジェルスで北林トモの紹介で宮城と知り合った。秋山は宮城から金銭を貰い、8年間の長きにわたりこの仕事に従事し、その期間の大部分は宮城と同居していた。
ゾルゲが1934年と1935年の前半に入手した情報は、事実上すべて、伝書使によってソ連に送られた。1934年5月、ゾルゲは伝書使と接触するため、上海に旅行することになる。また、この年の秋にはオットとともに、満洲国旅行へ出かけている。

### 尾崎秀実の活動
1934年9月、尾崎が朝日新聞東京本社に移るよう招請され、東亜問題調査会に携わることになる。彼は既に中国専門家として嘱望されつつあり、アグネス・スメドレーの『女一人大地を行く』の翻訳を出版したのもこのときであった。東京に移ってからの尾崎は彼の人的ネットワークを大幅に拡大する。
尾崎は東京に落ち着くと、毎月、定期的にゾルゲと接触しはじめた。2人はレストランや、待合などで会うようになる。後に尾崎は調査官にその名前を教えており、例えば雅叙園、ローマイヤー、上野の明月荘、築地の花月、赤坂の君永楽、虎ノ門の満鉄ビル（2015年時点で商船三井本社ビル）6階のレストラン「亜細亜」、銀座のバー「ラインゴールド」などがあった。尾崎はこれらの会合の際、最初は「尾竹」の偽名を用いたが、逆に嫌疑を招くことになると感じ、すぐに本名で通した。
1934年から1935年の冬にかけての2人の主要な話題は国家主義の急成長に関してであった。すでに東京移転前の1934年7月の会合で、尾崎はゾルゲに五・一五事件の報告を行っていた。また尾崎は、国家主義運動の情報を得るため川合貞吉を利用しようと考える。
川合貞吉は尾崎の上海時代の友人で、いわゆる大陸浪人として活動しており、尾崎のことを心から尊敬していた。1932年5月、川合は上海の日本警察に捕らえられ、3週間を獄中で過した。7月に日本に帰ると、すぐに尾崎と接触し、しばらくは静かに潜むよう勧められるが、その年の末には、中国北部に帰って、中国共産党のために活動するよう言われる。
尾崎自身も2、3日の間、川合とともに北京へ行き、アグネス・スメドレーと接触する。川合は中国人連絡員から与えられた資金で、天津に本屋を開く。この本屋の道を隔てた向かい側には特務機関の事務所があり、川合はかつての右翼活動家、大陸浪人としての評判と人脈により、ここから中国共産党への価値ある情報を集めていたが、次第に中国人連絡員との関係が薄くなり、ついには途切れてしまう。
そこで、彼は1934年2月に再び日本に帰り、尾崎と接触した。上記の理由から、尾崎は東京で活動するよう勧め、川合は東京の郊外に住んでいた藤田勇の家に転がり込む。藤田勇は天津特務機関の関係者で、中国北部で川合と交際していた。川合はゾルゲと直接に接触することはなく、彼の得た情報は尾崎を介してゾルゲに報告されていた。一方で、1935年5月に尾崎の紹介で宮城とは上野の料亭で会っており、そこで2人はたちまち意気投合することになる。同年6月、2人は日本陸軍内部で対立している派閥の関係を示す図表を作成し、宮城からゾルゲに手渡される。
この図表を受け取ったゾルゲは、彼の使命とその見通しについて赤軍第4部に報告するため、モスクワに行くことになる。ゾルゲは協議とベルンハルトよりも優秀な無線技師を得るために召還するようモスクワに要求しており、それが1935年5月に認められたのである。

### ゾルゲのモスクワ帰還と新たな無線技師
ベルンハルト夫妻を送り出した後、ゾルゲはソ連への旅を隠すため、6月末にアメリカ行きの船に乗る。ニューヨークでオーストリア国籍の偽造の旅券を共産党の連絡員から受け取り、フランスへ向かい、パリでソ連領事館から入国ヴィザをもらい、オーストリア、チェコスロヴァキア、ポーランドを経由してソ連に向かった。1935年7月にモスクワに到着し、3週間滞在することになる。これがゾルゲにとって最後のモスクワ滞在となる。
モスクワに到着後、ゾルゲはまず赤軍第4部の新しい部長セミヨン・ペトロヴィッチ・ウリツキーに直接会って報告する。ゾルゲは、彼の知識と接触範囲からして、日本での諜報活動が可能であることを自信をもって述べることができた。
さらにゾルゲは、諜報団の正式な一員として尾崎秀実を認めるよう要請し、この要求は叶えられた。またグループの新しい無線技師としてヴァインガルテンかクラウゼンのどちらかを任命するよう要請した。クラウゼンは上海時代に仕事をともにしており、ゾルゲにとって信頼できるパートナーであった。これにより、1933年8月からモスクワに戻っていたマックス・クラウゼンが日本での任務に就くことになる。ゾルゲはウリツキーから日独関係が発展する方向を非常に詳しく注目するよう注意された。
1935年夏、ロンドンのフィナンシャル・ニューズとニューズ・クロニクル紙の特派員に偽装したギュンター・シュタイン（「グスタフ」）が日本に入国した。同年11月28日、モスクワの指令でサンフランシスコ経由で派遣された無線通信士のマックス・クラウゼンが横浜に到着した。
1936年2月にはクラウゼンの自家製無線機が微弱な電波を発信し、シュタインの家の2階からイルクーツク経由でモスクワに届けることに成功し、その後ウラジオストックのヴィズバーデン局と本格的な交信を始めた。使用した通信機は手製のハンディタイプのもので、この時使った周波数は38メガサイクル。クラウゼンはこの外にも5種類の周波数を用意していて、アンテナはワイヤーアンテナを屋内の天井に張っており、電波の浸透力をよくするために木造の家を借りていた。それに屋内での発信時間は探知されることを警戒して、最長でも3分を超えることはなかった。その間に発信できる暗号次数は1000字であった。また、発信場所としてはヴーケリッチの借家やゾルゲの宅をランダムに使った。
電文が長い場合、資料の原文、地図、図表とともにマイクロフィルムを諜報団のメンバーが上海や香港でモスクワから来ていた連絡員に受け渡した。
この頃、ゾルゲは「ヴィックス」、クラウゼンは「フリッツ」、ヴーケリッチは「ジゴロ」という暗号名（コードネーム）を採っている。

### 二・二六事件の報告
1936年2月に起きた二・二六事件を本格的に分析し、報告する。この分析には宮城与徳の判断が資するところが大きい。これは同年5月の『ツァイトシュリフト・フォア・ゲオポリティーク』誌に、「東京における陸軍の叛乱」という題の記事として、1936年3月付「R・S」の署名で掲載される。なお、この記事はカール・ラデックが一部を『プラウダ』に再録し賞賛した。このことに仰天したゾルゲは、以後「R・S」署名の『ゲオポリティーク』と『フランクフルター・ツァイトゥング』の記事を再録しないようモスクワに要請した。
この頃から、ゾルゲは大使館内において小型カメラを使用し書類を写真撮影するようになる。

### 日独関係をめぐって
1936年11月25日に締結されることになる日独防共協定に対しては、ディルクセン大使とオット大佐に対し、「協定反対の方向に向けていくように、できる限り努力した」。このとき用いた方法は「ビスマルクの政策、つまり英仏に敵対して露と同盟するというドイツの伝統的な政策」を彼らに思い出させることであった。
1938年にはオイゲン・オットがドイツの全権大使となる。ゾルゲは大使館内に個室を与えられて政治顧問にまで推薦された。
1938年6月、GPUの将校であったゲンリフ・リュシコフが満州国に亡命、関東軍の保護を受ける。彼は日本側の最初の尋問で、シベリアにおける国内の反対運動の構成について詳しく説明し、ソ連の国内情勢について語った。この情報は、日本側からショル大佐に廻され、ショルがそれをゾルゲに見せた。ゾルゲは、リュシコフの日本側に対する供述の予備的な結果を要約して、無線通信をモスクワに送った。
ショルはベルリンに電報を送り、東京へソ連専門家を至急派遣するよう要請した。ヴィルヘルム・カナリス提督の特使として、ドイツの軍事情報機関からグライリング大佐が到着すると、2度目の尋問が始まった。その結果は「リュシコフ・ドイツ特使会見報告及び関係情報」と題する100ページほどの覚書に要約された。ゾルゲはショルからその文書を借りると、重要な部分を写真に撮影し、そのフィルムを送達するべきかどうかの指令を待つという無電をモスクワに送った。1938年9月5日付の電報は、「カナリスの特使が日本陸軍より受領予定の文書の写し、ないしは特使がリュシュコフより個人的に受け取った文書の写しを入手するため全力を尽くし、あらゆる手段を利用せよ。これらの文書が入手できたならば直ちに報告せよ」というものだった。そのフィルムはやがて伝書使を通じて送られたが、その内容は、リュシコフの供述によってソ連の最高レベルにどの程度の損害がありうるかを明らかにしていた。
1939年5月、ノモンハン事件が起きると、宮城とヴーケリッチが関東軍の動向を探るため、満洲に渡る。新京に到着した宮城は、革新派（統制派の前身）思想の持ち主で関東軍司令部付の小代好信伍長から情報を聞き出す。
1939年9月より第二次世界大戦以降は、情報や活動資金の受け渡しは日本国内でおこなわれるようになり、その役割を担ったのは外交特権を持つ駐日ソ連大使館員であった。たとえば、1940年はじめに新橋演舞場でクラウゼンから資料を受け取り、活動資金を渡したのは二等書記官のヴィクトル・ザイツェフであった。
1940年7月に成立した第2次近衛内閣において松岡洋右が外相に任命されたことは、ドイツとの正式な同盟締結にむかって新しい積極的な局面を迎えたことを示していた。極東問題についてのリッベントロップの特別顧問ハインリヒ・ゲオルク・シュターマーは、東京でオットと予備的な意見交換を行い、ベルリンでドイツ政府と駐独大使大島浩の会談が行われた後、9月初めに東京に来て、交渉を開始した。1ヶ月の討議の後、イタリアも含めた三国同盟が東京において調印された。この交渉の重要な点は、同盟は英国に対して向けられ、アメリカが対独参戦した場合は、それにも適用されるということにあった。ゾルゲは、この交渉の要点について、オット、シュターマーの両者から聞いて知っており、モスクワに報告するにあたって、同盟はまず英国のみを目標にしていることを協調した。
三国同盟調印の際、無線電話で祝辞が交換されたついでに、リッベントロップが松岡をヨーロッパ訪問に誘った。日本の内閣と軍部は、この招待に対する態度で対立し、数回の政府会議を経て、1941年3月にようやく松岡がベルリンに出発する。それは、独伊と正式の条約を結んではならない、日本としての約束を与えてはならない、という厳格な制約を付した指令を与えられてのことである。数日遅れて、オットもその後を追った。尾崎は、友人の西園寺公一から松岡の訪欧に関する指令授与に至る内閣内部の討論についての詳しい情報を得ていた。
1941年5月にドイツ陸軍省の特使リッター・フォン・ニーダーマイヤー(de:Oskar von Niedermayer)大佐が東京に到着。彼は前駐日ドイツ大使ディルクセン博士からゾルゲに宛てた紹介状を持参していた。これによりドイツの対ソ戦争開始の方針を知る。さらにドイツ参謀将校でゾルゲの友人であるショルが決定的な証拠を持ってベルリンからやってきた。彼は確定された独ソ間の戦争に関して取られるべき必要な諸措置についての駐日ドイツ大使宛の極秘指令を持っていた。ゾルゲは酒の席でショル自身からこの情報を得た。
5月15日には、クラウゼンの家から、6月22日が正確な攻撃予定日であることを打電した。

### 日本が対ソ開戦するか否か
6月27日、モスクワからゾルゲに対して、「オルガナイザー」署名で次の指令が送られる。「わが国と独ソ戦争について、日本政府がいかなる決定を行ったかを知らせよ。また、わが国境方面への軍隊の移動についても知らせよ。」
7月2日の御前会議で、日本政府は南北併進論と独ソに対する中立を決定したが、尾崎が西園寺の意見などを含めこの情報をゾルゲにもたらし、ゾルゲはそれをモスクワに打電した。日本政府の意図に関する最終的な解釈は、日本の動員計画の正確な分析にかかっており、グループの総力がこの目的のために集中された。尾崎は、満州国派遣の兵力とソ連攻撃のための準備の規模を示す全体的な見取図を作成することになっていた。また動員計画の詳細については、宮城が提供し、彼の部下が情報を集めることになっていた。ゾルゲは事態を分析するための全体的な枠組みを作り上げることに没頭した。
8月の尾崎の情報では、日本軍の北方における集結はそれほどのものではないというものであった。オットとドイツ大使館の助言者たちも、日本がドイツ対ソ戦争を軍事的に支援する意図がないことを認めざるを得なかった。8月15日頃、ゾルゲはドイツ大使館筋からの情報の要旨をモスクワに報告した。
1941年8月20日～23日にかけて、軍首脳の会議が開かれ、対ソ戦の問題を討議した。尾崎がこれに関する情報を入手し、ゾルゲに報告し、ゾルゲはこれをモスクワに打電した。「会議は、ソ連に対して本年中は宣戦しないという決定を行った。繰り返す。本年中は宣戦しないという決定を行った。」
9月25日頃、宮城から、東京出発の準備をしている近衛師団が夏服を着ており、南方へ派遣されるものと推測される旨、報告があった。さらに、尾崎の報告が、グループの調査をゾルゲの満足がいくまでに完成させた。それは、満鉄から得た情報で、関東軍が赤軍攻撃のために準備していた兵力をしだいに減少させているという内容であった。

ただし、ゾルゲの手記によればモスクワからは政治的性質を持った宣伝や組織的機能に従事することは厳禁されており、グループはどんな個人・団体に対しても政治的な働きかけはほとんどおこなわなかったが、独ソ開戦で日本の対ソ参戦の可能性が高まった1941年には尾崎の提言により対外政策を南進論（仏印進駐）に転じさせる働きかけを積極的におこなったと述べている。

### 捜査
特別高等警察は1930年代より、日本での共産党関係者の検挙者の情報や、アメリカ連邦捜査局（FBI）の資料などからアメリカ共産党の日本人党員の情報を収集し、アメリカ共産党党員である宮城与徳やその周辺に内偵をかけていた。宮城や、同じアメリカ共産党員で1939年に帰国した北林トモなどがその対象であった。これらの共産党関係者に内偵をかける中でスパイ網が発覚し、その後の捜査開始につながったとされている。
また、無線電波が都内から中国、ソ連方面に送られていることを察知していた日本の特別高等警察は、スパイの内定を進めていた。なお、満洲国の憲兵隊からソ連が押収してロシア国内で保管されていた内務省警保局の「特高捜査員褒賞上申書」には、ゾルゲ事件の捜査開始は「1940年6月27日」であったと記されている。1941年4月にはソビエト連邦と大日本帝国との間で日ソ中立条約の締結が成功したが、ドイツはそれでもソ連に進攻し独ソ戦が勃発した。

### 一斉検挙
1941年9月27日の北林の逮捕を皮切りに、特別高等警察に事件関係者が順次拘束・逮捕された。10月10日には、ゾルゲの自宅には日本語教師という名目で、また、大阪朝日新聞の元社員で近衛内閣嘱託の尾崎の自宅には娘の絵の教師として出入りし、両者の連絡役をおこなっていた宮城が麻布区龍土町の下宿先で逮捕され、築地警察署に連行される。この際に行われた家宅捜査で数多くの証拠品が見つかり、事件の重要性が認識された。
さらに、宮城宅を視察することによって10月13日には九津見房子、秋山幸治が逮捕された。宮城は特別高等警察の取り調べ中に2階の取調室の窓から飛び降りて自殺を図ったが、聖路加病院に搬送されて手当を受け、逮捕3日目に取り調べは再開された。以後は陳述を始め、この陳述から尾崎や、ドイツの「フランクフルター・ツァイトゥング」紙の記者をカバーとして、東京府に在住していたゾルゲなどがスパイであることが判明した。
捜査対象に外国人、しかも友好国のドイツ人かつオットー大使とも非常に懇意なゾルゲがいることが判明した時点で、警視庁特高部では、特高第1課に加え外事課が捜査に投入された。尾崎とゾルゲらの外国人容疑者を同時に検挙しなければ、外国人容疑者の国外逃亡や大使館への避難、あるいは自殺などによる逃亡、証拠隠滅が予想されるため、警視庁は一斉検挙の承認を検事に求めた。しかし、大審院検事局が日独の外交関係を考慮し、まず、総理退陣が間近な近衛文麿と近い尾崎の検挙により確信を得てから外国人容疑者を検挙すべきである、と警視庁の主張を認めなかった。
まず「オットー」と呼ばれていた尾崎秀実が10月14日に自宅で逮捕された。そして近衛内閣の退陣と、東条英機陸相の首相就任が行われた10月18日の午前6時過ぎ、東京市麻布永坂町の自宅で「ラムゼイ」ことリヒャルト・ゾルゲが逮捕された。
同日、麻布区広尾町2番地の洋風二階建ての民家で「フリッツ」と呼ばれている無線技師のマックス・クラウゼンが逮捕された。またフランスのアヴァス通信東京支局の記者であった「インクル」こと、ブランコ・ド・ブーケリッチも牛込左内町の自宅で逮捕。西園寺公一らも逮捕され、この一斉検挙でスパイ団の主要メンバーはすべて逮捕され「ラムゼイ機関」は壊滅する。

## 関連人物
- 近衛文麿
- 犬養健
- 牛場友彦
- 西園寺公一
- 松本重治
- アイノ・クーシネン
- ボリス・グジ
- レオポルド・トレッペル

## 小説・伝記
- モルガン・スポルテス『ゾルゲ―破滅のフーガ』吉田恒雄訳、岩波書店、2005年、ISBN 4-000-23710-1

ノンフィクション
- ゴードン・W・プランゲ『ゾルゲ・東京を狙え』千早正隆訳、原書房 上下、新版2005年
- ロバート・ワイマント『ゾルゲ―引裂かれたスパイ』西木正明訳、新潮社、1996年
- オーウェン・マシューズ『ゾルゲ伝―スターリンのマスター・エージェント』

加藤哲郎・鈴木規夫共訳、「新資料が語るゾルゲ事件2」みすず書房、2023年
- 『ゾルゲ・ファイル 1941-1945―赤軍情報本部機密文書』、アンドレイ・フェシュン編

名越健郎・名越陽子訳、「新資料が語るゾルゲ事件1」みすず書房、2022年